# Математика в школах України
«Математика в школах України» — український науково-методичний журнал для вчителів математики. 

## Історія та зміст
Заснований у 2002 році у Харкові видавничою групою «Основа». Видання припинено в 2020 році.
Виходить тричі на місяць українською мовою. Тираж — понад 3 тисячі примірників. 
Вміщував інструктивні і дидактичні матеріали, методичні рекомендації щодо вивчення окремих тем, завдання для підготовки до зовнішнього незалежного оцінювання і державної підсумкової атестації, розробки уроків, завдання олімпіад, конкурсів та їх розв'язання, презентації до уроків. 
Рубрики: «Методика та пошук», «Актуальна проблема», «Програмна класика», «Дидактична абетка», «У світі геометрії», «На допомогу вчителю», «Серенада математиці», «Зробимо урок цікавішим», «Готуємось до ЗНО», «Нестандартний урок», «Грані математики», «Сторінками старовинних видань», «Позакласна робота», «Півхвилинки на відпочинок». Також містив кольорову вкладку з наочно-дидактичними матеріалами та «Математика в школі. Позакласна робота». Щомісяця випускали книжковий додаток до журналу, у якому висвітлювали питання методики викладання математики, подавали різноманітні матеріали для роботи вчителів. 
Головний редактор — Маркова І. (з 2004 року).